# Servidor de datos espaciales
Un servidor de datos espaciales es un middleware que proporciona acceso a bases de datos geoespaciales integradas a varias aplicaciones SIG, incluyendo, entre otros, SIG de escritorio, mapeo en la Web y clientes de GIS móviles.

## Objetivos
El objetivo de los servidores de datos espaciales es salvar la brecha entre conjuntos de datos geoespaciales heterogéneos y diferentes aplicaciones SIG y programas, de modo que múltiples programas de SIG y usuarios pueden solicitar conjuntos de datos geoespaciales compartidos a través de un único servidor de datos espaciales.

## Funciones
Las funciones de los servidores de datos espaciales son diferentes de las de los almacenes de datos geoespaciales, elementos igualmente importantes de las infraestructuras de datos espaciales, proporcionando estos últimos únicamente funciones de descarga de datos en lugar de conexiones directas a bases de datos, como operan los servidores de datos espaciales, que pueden proporcionar conexiones de bases de datos, relacionales u orientadas a objetos, en tiempo real a múltiples clientes del SIG.
Así mismo, los servidores de datos espaciales también son diferentes de los servidors de archivos tradicionales, servidores que almacenan los datos originales en bruto, raw data o datos primarios, en un entorno de archivo sin ningún tipo de integración de los datos o procedimientos de preprocesamiento, de modo que la mayoría de las aplicaciones SIG tendrán dificultades para la utilización de esos datos en bruto, ya que cada aplicación SIG tiene determinados requisitos únicos de entrada de datos. En cambio, los servidores de datos espaciales pueden resolver este problema proporcionando un sistema común, estandarizado, para acceder a datos heterogéneos de bases de datos de SIG o servidores de archivos de datos.

## Retos
Se destacan dos grandes desafíos en el diseño de los servidores de datos espaciales: el alto rendimiento y el acceso ubicuo.
El primer reto es asegurar el alto rendimiento de los servidores de datos espaciales con múltiples usuarios simultáneos, un aspecto que se ve acrecentado por la necesidad de una gran potencia de cálculo que requieren los procesos de datos SIG, por lo que resulta muy conveniente utilizar servidores de datos espaciales de alto rendimiento. Por otro lado, y dado que los servidores de datos espaciales están diseñados como middleware entre los conjuntos de datos SIG y los programas SIG del cliente, algunas tareas del SIG se vuelven demasiado engorrosas cuando se realizan a través de la arquitectura tradicional cliente/servidor, lo que ralentiza el rendimiento de los servidores de datos espaciales, por lo que, y para mejorar el rendimiento, los servidores de datos espaciales necesitan proporcionar algunas funciones avanzadas de gestión de bases de datos, siendo un ejemplo la adopción de tecnologías de computación distribuida o informática en malla (grid) mediante la conexión de múltiples servidores de datos espaciales entre sí a través de redes de alta velocidad, pudiendo crearse un servidor virtual de alto rendimiento y proporcionar, así, un acceso más eficiente a un gran volumen de bases de datos.
El segundo reto se relaciona con el acceso ubicuo, de modo que cualquier aplicación pueda acceder a cualquier base de datos y formato de datos, un problema acrecentado por el hecho de que la mayoría de los servidores de datos espaciales patentados aún no son totalmente compatibles con un entorno de código abierto que permita la adecuada configuración que permita el acceso a las conexiones de las bases de datos y los motores de los servidores de otros proveedores.
Para ello son necesarios canales y protocolos de conexión estandarizados que deben ser definidos y aceptados por toda la industria de los SIG, unos procesos que se encuadran en la normalización, tanto de software e interoperabilidad  como de la propia Información Geográfica Digital.

## Interoperabilidad
Se entiende por interoperabilidad la capacidad que tienen los sistemas informáticos heterogéneos de intercambiar mensajes y datos con un significado semántico compartido utilizando sistemas de redes comunes, un aspecto que aumenta en importancia con la cantidad de datos e información que se desea compartir y el número y la diversidad de sistemas de computación con los que compartirlo.
Los Sistemas de Información Geográfica (SIG) y la Ciencia de la Información Geográfica  (GIScience) se han desarrollado como poderosas formas de entender las complejas interacciones espaciales, forma de abordar los temas más complejos de la sociedad, como el crecimiento demográfico, el cambio climático o la gestión de emergencias. Para ello, la información geográfica debe estar basada en el paradigma de sistemas de información interoperables.
En el ámbito geoespacial, la principal organización que interviene en los aspectos relacionados con la normalización es el Open Geospatial Consortium (OGC), proporcionando una amplia gama de normas de interoperabilidad para los sistemas, incluido el almacenamiento y la consulta de bases de datos (Simple Features for SQL), la codificación de datos (Geography Markup Language), el Web Mapping (Web Map Service), acceso a datos de vectores (Web Feature Service), acceso a datos rasterizados (Web Coverage Service), e información móvil (Open Location Services). Junto a ellos, se desarrollan otras áreas, como son los catálogos de datos, gestión de derechos digitales geoespaciales, o acceso a datos de sensores.
La Organización Internacional para la Normalización (ISO) dispone de un grupo de trabajo sobre información geográfica llamado TC211, ISO/TC 211 Geographic information/Geomatics, que trabaja en temas similares que el OGC, pero normalmente produce especificaciones más abstractas, aunque las especificaciones del OGC son a menudo publicadas conjuntamente como documentos de la ISO, teniendo especial relevancia las normas que afectan a los metadatos. Así mismo, OGC también trabaja oficial y oficiosamente con otras organizaciones de normalización, como el Consorcio de la World Wide Web (W3C) y el Grupo de Trabajo de Ingeniería de Internet (IETF) para mantener la interoperabilidad geoespacial en el ámbito de la tecnología de la información.
Estos procesos de normalización e interoperatividad, de homogeneización, resultan fundamentales en la definición y establecimiento de servidores de datos espaciales y, a su través, de infraestructuras de datos espaciales integrales nacionales y mundiales.